# Monteu da Po
Monteu da Po es una localidad y comune italiana de la provincia de Turín, región de Piamonte, con 882 habitantes.

## Evolución demográfica
| Gráfica de evolución demográfica de Monteu da Po entre 1861 y 2001 |
|                                                                    |
| Fuente ISTAT - elaboración gráfica de Wikipedia                    |